# Fighting Layer
Fighting Layer (ファイティングレイヤー?, Faitingu Reiyā) è un videogioco picchiaduro arcade in 3D, sviluppato da Arika e pubblicato da Namco, che utilizza l'hardware arcade Namco System 12. Il gioco è stato lanciato nel dicembre 1998 e non mai è stato adattato per le console domestiche. Fighting Layer si basa sulla serie Street Fighter EX, anch'essa creata da Arika. Nel 2018 è stato pubblicato un sequel spirituale intitolato Fighting EX Layer.
Il gameplay di Fighting Layer presenta meccaniche simili a quelle della serie Street Fighter EX, come la possibilità di cancellare le mosse speciali in altre mosse speciali e attacchi universali per rompere la guardia. A differenza della serie precedente, i personaggi possono ora eseguire scatti in avanti o indietro premendo due volte la direzione e possono anche schivare lateralmente con una combinazione di tasti. Inoltre, il gioco introduce due nuove meccaniche: una per effettuare cadute sicure e un'altra che consente ai combattenti di schivare e caricare il super indicatore al massimo.

## Modalità di gioco
Il sistema di gioco è simile a quello della serie Street Fighter EX (sviluppata anche essa da Arika), e presenta l'annullamento delle super mosse con altre e gli attacchi universali di rottura della guardia. A differenza della serie Street Fighter EX, i combattenti ora possono scattare in avanti o indietro premendo due volte i tasti direzionali e si può anche eseguire un passo laterale con una combinazione di pulsanti specifica. Questo gioco introduce anche due nuove meccaniche, una in cui i giocatori possono eseguire cadute sicure per evitare di colpire il suolo e l'altra facendo schivare gli attacchi dell'avversario e caricare il loro super indicatore al massimo.
Tra i personaggi del gioco, Allen Snider e Blair Dame erano già presenti nella serie Street Fighter EX. Altri personaggi presenti sono: Capriccio, Clemence Keliber, Exodus, Falcon, George Jensent, Hong Gillson, Janis Luciani, Jig Jid Bartol, Joe Fendi, Knight, Lan Yinghua, Preston Ajax, Sessyu Tsukikage, Shang Fenghuang, Shark, Shin Knight, Tetsuo Kato, Tiger e Vold Ignitio.

## Accoglienza
In Giappone, la rivista Game Machine ha elencato Fighting Layer sul numero del 1º febbraio 1999 come l'undicesimo gioco arcade di maggior successo dell'anno.